# ایکس‌باکس (برند)
اکس باکس (به انگلیسی: Xbox) یک برند برای بازی ویدئویی است که توسط مایکروسافت ساخته شده و متعلق به آن است. این برند برای اولین بار در نوامبر ۲۰۰۱ و با راه اندازی کنسول اصلی اِکس‌باکس در ایالات متحده آمریکا معرفی شد.
دستگاه اصلی اولین کنسول بازی ویدیویی بود که پس از توقف فروش آتاری جگوار در سال ۱۹۹۶ توسط یک شرکت آمریکایی ارائه شد. این کنسول به بیش از ۲۴ میلیون واحد فروخته شده در ماه مه ۲۰۰۶ رسید. کنسول دوم مایکروسافت، اکس‌باکس ۳۶۰، در سال ۲۰۰۵ عرضه شد که تا اکتبر ۲۰۲۱، تعداد ۸۶ میلیون واحد فروش جهانی داشته‌است. نسل سوم این کنسول که اکس‌باکس وان نام داشت در نوامبر ۲۰۱۳ عرضه و توانست به فروش جهانی ۵۱ میلیون واحد برسد. چهارمین خط تولید این برند که اِکس‌باکس سری اکس و سری اس نام داشتند در نوامبر سال ۲۰۲۰ عرضه گردیدند. ریاست فعلی برند اکس‌باکس بر عهده فیل اسپنسر می‌باشد که در اواخر مارس ۲۰۱۴ جایگزین مارک ویتن گردید.

## تاریخچه

### گذشته
هنگامی که سونی اینتراکتیو اینترتینمنت برای اولین بار پلی استیشن ۲ را در سال ۱۹۹۹ معرفی کرد، این شرکت این کنسول را به عنوان مرکزی برای سرگرمی در خانه قرار داده بود، زیرا نه تنها بازی‌های ویدیویی را انجام می‌داد، بلکه می‌توانست سی دی‌های صوتی و دی وی دی‌های ویدیویی را نیز پخش کند. مایکروسافت که در وهله اول فعالیت‌هایش در زمینه پشتیبانی از، نرم‌افزار و بازی‌های رایانه‌های شخصی با سیستم عامل ویندوز بود، پلی استیشن را تهدیدی برای رایانه شخصی می‌دانست.
چهار مهندس از تیم دایرکت اکس مایکروسافت (کوین باخوس، سیموس بلکلی، تد هسی و رهبر تیم دایرکت اکس اوتو برکز)، تصور کردند که یک کنسول مایکروسافت برای رقابت در برابر پلی استیشن ۲ چگونه خواهد بود. آنها سیستمی را طراحی کردند که از بسیاری از اجزای سخت‌افزاری مشترک با رایانه‌های شخصی استفاده می‌کند و به‌طور مؤثر نسخه ای از ویندوز و دایرکت اکس را برای تأمین انرژی بازی‌های کنسول اجرا می‌کند. این روش باعث می‌شود تا توسعه دهندگان در ویندوز به راحتی بتوانند بازی‌هایی را برای سیستم جدید خود بسازند و این خود را از راه حل‌های سخت‌افزاری سفارشی اکثر کنسول‌ها متمایز می‌کند. نامهای زیادی برای این کنسول پیشنهاد شده‌است، از جمله «دایرکت اکس‌باکس»، و «پروژه سرگرمی ویندوز». سرانجام تیم بازاریابی مایکروسافت با استفاده از نام «اکس‌باکس» به عنوان کنترل‌کننده، نظرسنجی‌های مربوط به مصرف‌کنندگان را انجام داد و معتقد بود که این امر حداقل مطلوب است، اما دریافت که این بالاترین ترجیح را از آزمایش‌ها خود دارد و به عنوان نام کنسول انتخاب شد.

### آینده
مایکروسافت اخیراً تلاش کرده‌است تا از مارک تجاری «اکس‌باکس» فراتر از سخت‌افزار کنسول استفاده کند اما به عنوان یک مارک کلی بازی ویدیویی، که در تغییر نام استودیو مایکروسافت به اکس‌باکس گیم استودیوز در سال ۲۰۱۹ منعکس شده‌است. فیل اسپنسر در ژوئن ۲۰۱۹ اظهار داشت که برای مایکروسافت، "تجارت تعداد کنسول‌هایی نیست که می‌فروشید. تجارت این است که چگونه بسیاری از بازیکنان بازی‌هایی را که می‌خرند، چگونه بازی می‌کنند. "که روزنامه نگاران به عنوان راهی برای عدم تأکید بر سخت‌افزار کنسول و اولویت بندی بازی‌ها، اشتراک‌ها و خدمات بازیکنان در نظر گرفته‌اند. بعداً در فوریه سال ۲۰۲۰، اسپنسر گفت که با حرکت رو به جلو، این شرکت «شرکت‌های بازی سنتی» مانند نینتندو و سونی را به عنوان رقبای خود نمی‌بیند بلکه در عوض آنهایی را ارائه می‌دهد که خدمات رایانش ابری مانند آمازون و گوگل را ارائه می‌دهند. اسپنسر شناسایی کرد که مایکروسافت آژور یکی از اجزای اصلی برنامه‌های آنها است که سرویس پخش بازی xCloud خود را قدرت می‌بخشد اسپنسر همچنین از بازی‌های موبایل به عنوان یک منطقه بالقوه نام برد و جایی که مایکروسافت در تلاش بود تا با خدمات خود موقعیت خود را ارائه دهد، این باید حالت ترجیحی بیشتر برای بازی باشد. اسپنسر در توصیف نحوه استراتژی مایکروسافت برای نام تجاری اکس‌باکس برای آینده گفت: "من فکر نمی‌کنم این" سخت‌افزار سخت‌افزاری "باشد به همان اندازه" جایی که می‌خواهید بازی کنید ".

## کنسول‌ها

### نسل اول: اکس‌باکس

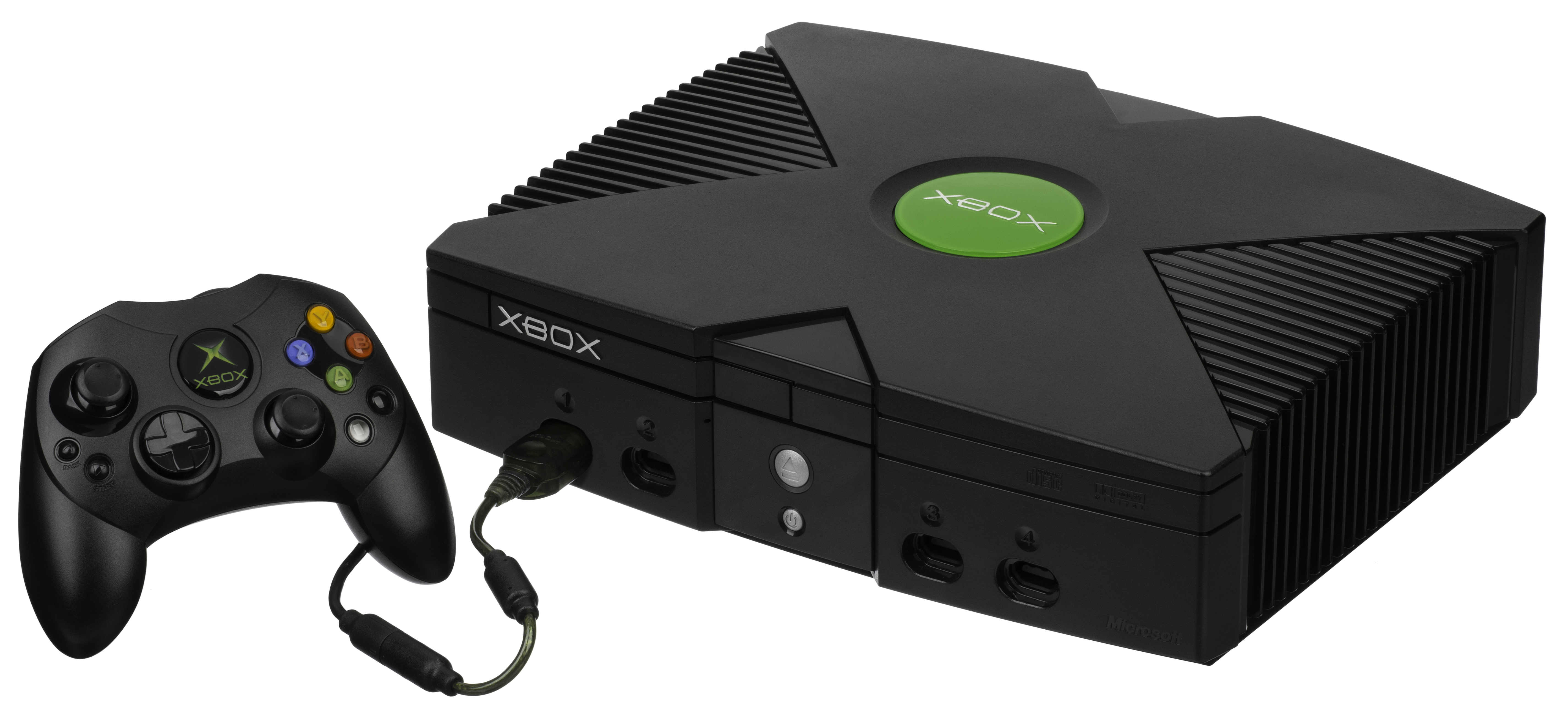
کنسول اکس‌باکس با "کنترلر اِس"

اکس‌باکس اصلی در ۱۵ نوامبر ۲۰۰۱، در آمریکای شمالی، ۲۲ فوریه ۲۰۰۲، در ژاپن و ۱۴ مارس ۲۰۰۲، در استرالیا و اروپا منتشر شد. این اولین تلاش مایکروسافت در بازار کنسول‌های بازی بود. به عنوان بخشی از نسل ششم بازی‌ها، اکس‌باکس با پلی استیشن ۲ سونی، دریم کست سگا (که فروش آمریکایی‌ها را قبل از فروش اکس‌باکس متوقف کرد) و گیم کیوب نینتندو رقابت کرد. اکس‌باکس اولین کنسولی بود که پس از توقف فروش آتاری جگوار در سال ۱۹۹۶ توسط یک شرکت آمریکایی ارائه شد. نام Xbox از انقباض دایرکت اکس‌باکس، اشاره به ای پی آی گرافیکی مایکروسافت، دایرکت ایکسگرفته شده‌است.
سرویس یکپارچه اکس‌باکس لایو که در نوامبر ۲۰۰۲ راه اندازی شد، به بازیکنان امکان می‌دهد بازی‌های آنلاین یا بدون اتصال باند پهن را انجام دهند. ابتدا با سرویس آنلاین دریم کست رقابت کرد اما بعداً در درجه اول با سرویس آنلاین PlayStation 2 رقابت کرد. اگرچه این دو رایگان هستند در حالی که اکس‌باکس لایو به اشتراک احتیاج داشت و همچنین اتصال فقط باند پهن که هنوز به‌طور کامل پذیرفته نشده بود، اکس باکس لایو به دلیل سرورهای بهتر، ویژگی‌هایی مانند لیست دوستان و عناوین مهم مانند هیلو ۲ منتشر شد، موفقیت‌آمیز بود. در نوامبر ۲۰۰۴، که پرفروش‌ترین بازی ویدئویی اکس‌باکس است و تا کنون محبوب‌ترین بازی آنلاین برای سیستم بود.

### نسل دوم: اکس‌باکس ۳۶۰

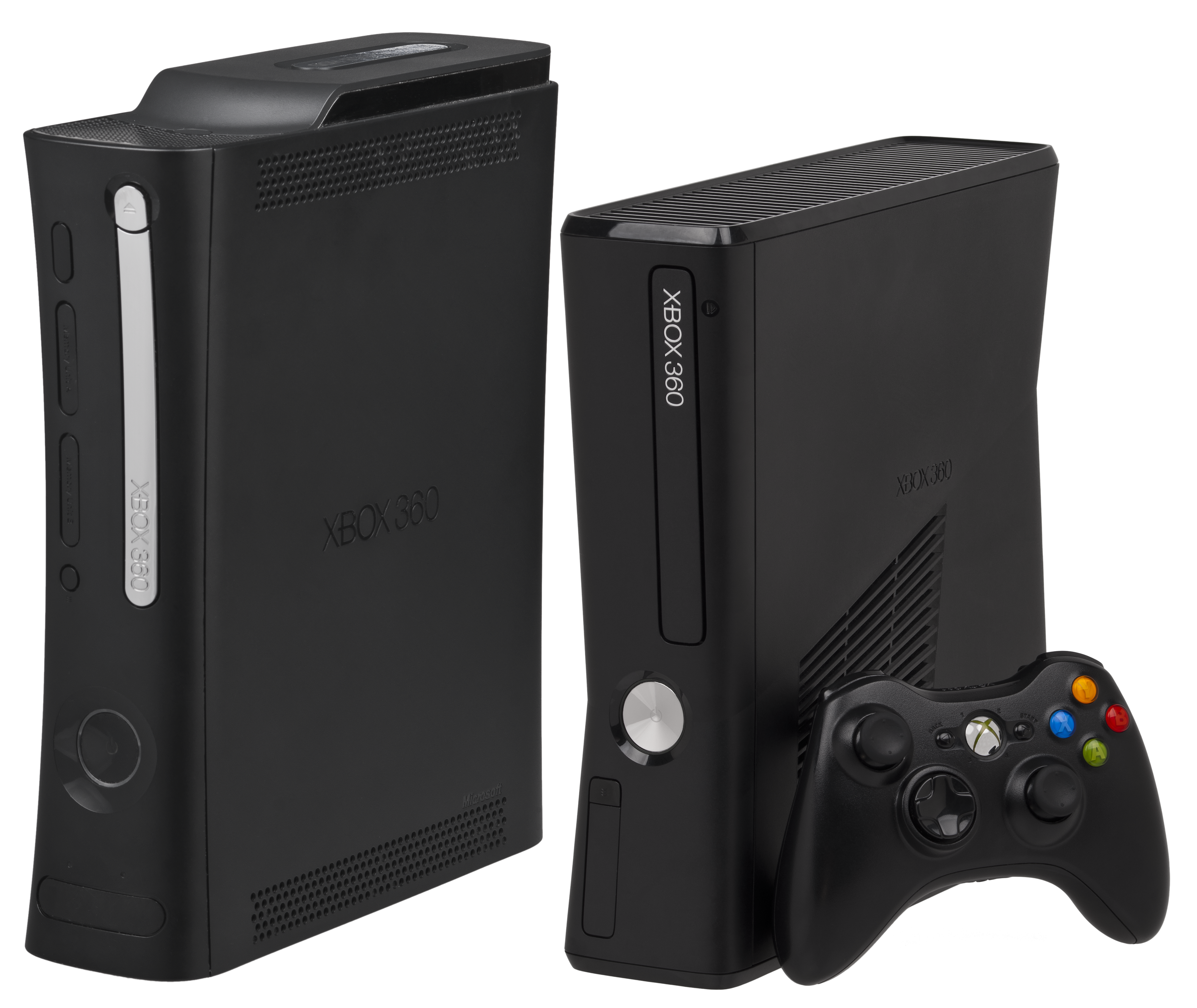
سمت چپ اکس‌باکس ۳۶۰ الیت و سمت راست اکس‌باکس ۳۶۰ اِس و کنترلر به سبک جدید

اکس‌باکس ۳۶۰ به عنوان جانشین اصلی اکس‌باکس در ماه نوامبر سال ۲۰۰۵ منتشر شد و با پلی‌استیشن ۳ سونی و وی نینتندو به عنوان بخشی از نسل هفتم کنسول‌های بازی ویدئویی رقابت داشت. از ۳۰ ژوئن ۲۰۱۳، حدود ۷۸ میلیون کنسول ایکس‌باکس ۳۶۰ در سراسر جهان فروخته شده‌است. اکس‌باکس ۳۶۰ به‌طور رسمی در ۱۲ مه ۲۰۰۵ شبکه MTV رونمایی شد و اطلاعات دقیق بازی در اواخر همان ماه در نمایشگاه سرگرمی الکترونیک(E3) منتشر شد. این کنسول پس از انتشار در تمام مناطق به جز ژاپن کاملاً به فروش رسید. چندین پیکربندی خرده فروشی از مدل اصلی اکس‌باکس در طول عمر آن ارائه شده‌است، که میزان رَم و حافظه داخلی ارائه شده متفاوت است.
اکس‌باکس یک سرویس گسترده اکس‌باکس (که اکنون شامل یک لایه محدود «رایگان» به نام «سیلوِر» است)، قابلیت پخش محتوای چندرسانه ای از رایانه‌های شخصی را نشان می‌دهد، در حالی که بعداً به روزرسانی‌ها امکان خرید و پخش موسیقی، برنامه‌های تلویزیونی و فیلم‌ها را از طریق سرویس‌های اکس‌باکس میوزیک و Xbox Video همراه با دسترسی به سرویس‌های محتوای شخص ثالث از طریق برنامه‌های پخش رسانه‌های شخص ثالث. مایکروسافت همچنین کینکت را منتشر کرد، یک سیستم کنترل حرکت برای اکس‌باکس ۳۶۰ که از یک سیستم حسگر پیشرفته استفاده می‌کند.
پس از عرضه اولیه، دو نسخه مهم در اکس‌باکس ۳۶۰ منتشر شد. اکس‌باکس اِس (به‌طور معمول "Slim" در نظر گرفته می‌شود)، که در سال ۲۰۱۰ راه اندازی شد، دارای همان سخت‌افزار اصلی است اما با یک فاکتور فرم باریک و طراحی شده با اندازه کوچکتر ۲۵۰ هارد دیسک گیگابایت این برنامه همچنین به یکپارچه Wi-Fi 802.11 b / g / n، خروجی صدای نوری TOSLINK S / PDIF ، پنج درگاه USB 2.0 (در مقایسه با سه نسخه قبلی) و درگاه ویژه طراحی شده برای دستگاه Kکینکت جانبی، افزود. اکس‌باکس ۳۶۰ جایگزین واحد پایه اکس‌باکس ۳۶۰ شد، که متوقف شد و با همان قیمت فروخته شد. واحد اکس‌باکس ۳۶۰ ارزان‌تر، ۲۵۰ واحد را از بین می‌برد درایو GB در حالی که اضافه کردن 4 GB فروشگاه داخلی، بعداً در سال ۲۱۰ منتشر شد. این واحد به کاربران اجازه می‌دهد تا یک راه حل ذخیره‌سازی خارجی را خریداری کنند یا یک عدد ۲۵۰ خریداری کرد

دومین نسخه مهم در اکس‌باکس ۳۳۰ و اکس‌باکس ۳۶۰ E بود که در سال ۲۰۱۱ منتشر شد. این یک سبک موردی مشابه اکس‌باکس وان آینده داشت و یک پورت USB و اتصالات S / PDIF , YPbPr و S-video را از بین برد، اما در غیر این صورت مشخصات مشابه اکس‌باکس ۳۶۰ اس را به اشتراک گذاشت.

### نسل سوم:اکس‌باکس وان

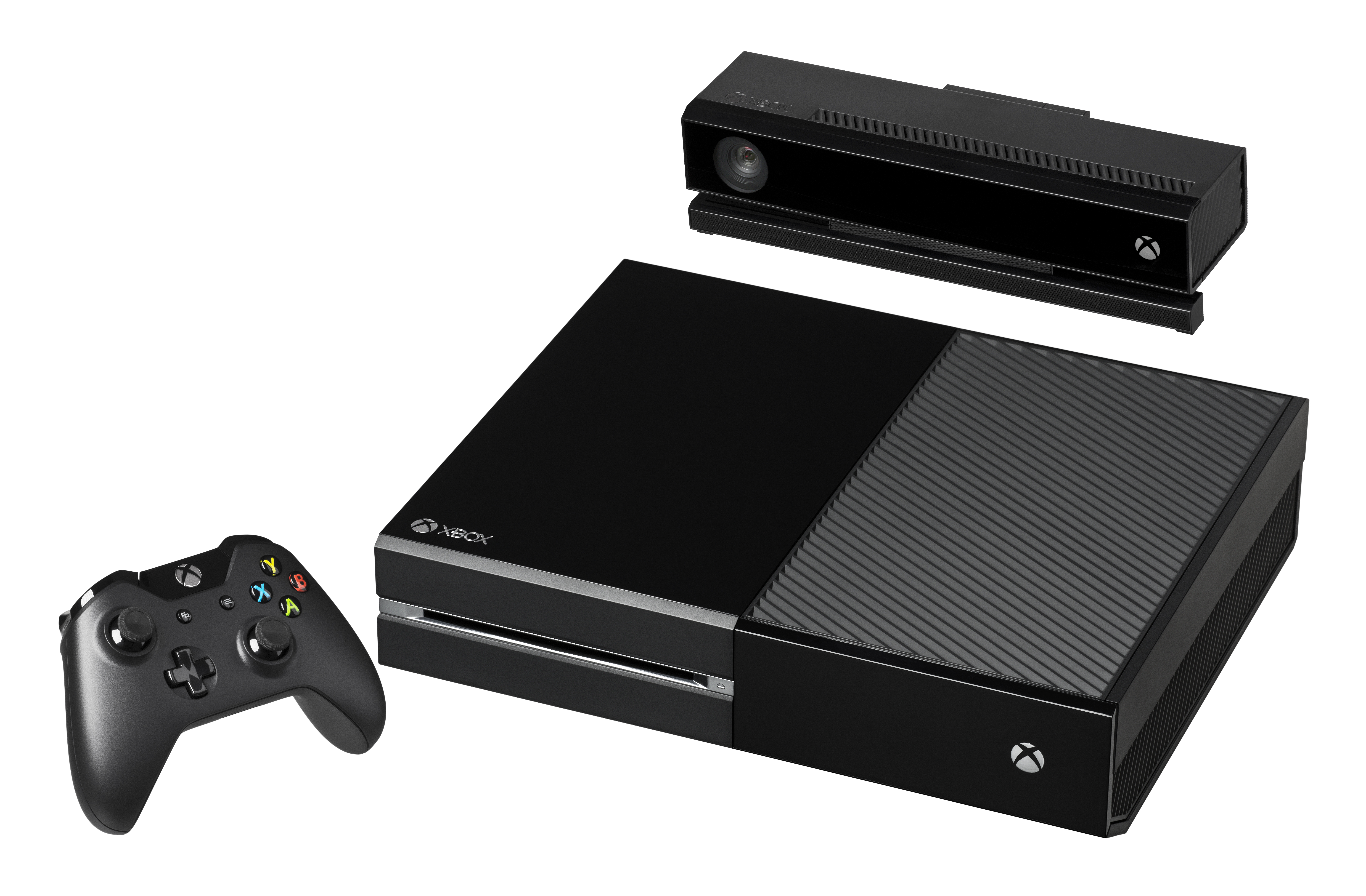
اکس‌باکس وان با کینکت و کنترلر دوباره طراحی شده

اکس‌باکس وان به عنوان جانشین اکس‌باکس ۳۶۰ در ۲۲ نوامبر ۲۰۱۳ در آمریکای شمالی منتشر شد. اکس‌باکس وان به عنوان بخشی از کنسول‌های نسل هشتم بازی‌های ویدیویی با پلی استیشن ۴ سونی و وی یو و نینتندو سوئیچ نینتندو رقابت می‌کند.
در تاریخ ۲۱ مه ۲۰۱۳ اعلام شد، اکس‌باکس وان قرار است تأکید بر ویژگی‌های مبتنی بر اینترنت، از جمله توانایی برای ضبط و جریان گیم پلی، و توانایی یکپارچه سازی با جعبه تنظیم بالا به تماشای کابل یا ماهواره ای تلویزیون از طریق کنسول با رابط راهنمای پیشرفته و کنترل صدا مبتنی بر کینکت باشد.
پس از رونمایی، اکس‌باکس وان برای مدیریت حقوق دیجیتال اصلی و اقدامات حریم خصوصی برایش بحث‌برانگیز بود. در حالی که مایکروسافت توانایی دسترسی کاربران به کتابخانه بازی‌هایشان (صرف نظر از خرید فیزیکی یا دیجیتالی) را در هر کنسول اکس‌باکس وان بدون نیاز به دیسک‌هایشان و توانایی به اشتراک گذاشتن کل کتابخانه خود با ۱۰ عضو تعیین شده «خانواده»، همه بازی‌ها باید به حساب اکس‌باکس لایو کاربر و کنسول اکس‌باکس وان آنها متصل شوند و برای همگام سازی کتابخانه، کنسول باید به‌طور دوره ای (حداقل هر ۲۴ ساعت یک بار) به اینترنت متصل شود، یا در غیر این صورت کنسول به هیچ وجه قادر به انجام هیچ بازی نیست. مایکروسافت پس از پاسخ منفی منتقدان و مصرف‌کنندگان (که همچنین نگرانی‌هایی مبنی بر جلوگیری از مانع یا مانع از فروش مجدد بازی‌های استفاده شده توسط سیستم داشتند)، مایکروسافت اعلام کرد که این محدودیت‌ها کنار گذاشته خواهد شد. مایکروسافت همچنین به دلیل الزام اکس‌باکس وان به اتصال جانبی به روز شده کینکت برای عملکرد، مورد انتقاد قرار گرفت که به اعتقاد منتقدان و طرفداران حریم خصوصی می‌تواند به عنوان یک دستگاه نظارت استفاده شود. مایکروسافت به عنوان حرکتی برای نشان دادن تعهد به حریم خصوصی کاربران، تصمیم گرفت اجازه عملکرد کنسول بدون کینکت را بدهد.
در تاریخ ۱۳ ژوئن ۲۰۱۶، مایکروسافت اکس‌باکس وان اِس را در نمایشگاه رسانه و تجارت ای۳ ۲۰۱۶ معرفی کرد، که دارای فاکتور شکل کوچکتر و همچنین پشتیبانی از وضوح ۴کی (از جمله پخش جریانی و Ultra HD Blu-ray) و HDR است. مایکروسافت در ای۳ ۲۰۱۷ از اکس‌باکس وان ایکس رونمایی کرد، مدل پیشرفته ای با سخت‌افزار پیشرفته که برای سهولت انجام بازی‌ها با وضوح ۴کی طراحی شده‌است.
از نوامبر ۲۰۱۴، مایکروسافت اعلام کرده‌است که شماره فروش اکس‌باکس وان را منتشر نمی‌کند. صنعت برآورد می‌کند فروش جهانی خانواده اکس‌باکس وان تا اکتبر ۲۰۱۹ حدود ۴۷ میلیون فروش داشته باشد. مدیر اکس‌باکس، فیل اسپنسر گفت که اگرچه آنها آمار فروش داخلی را ردیابی می‌کنند، اما آنها نمی‌خواهند که تولیدکنندگانشان روی این تعداد متمرکز شوند تا بر روی محصولاتشان تأثیر بگذارد و بنابراین ترجیح داده‌اند که فروش بیشتر سخت‌افزار اکس‌باکس را گزارش ندهند.

### نسل چهارم: اکس‌باکس سری اکس و سری اس

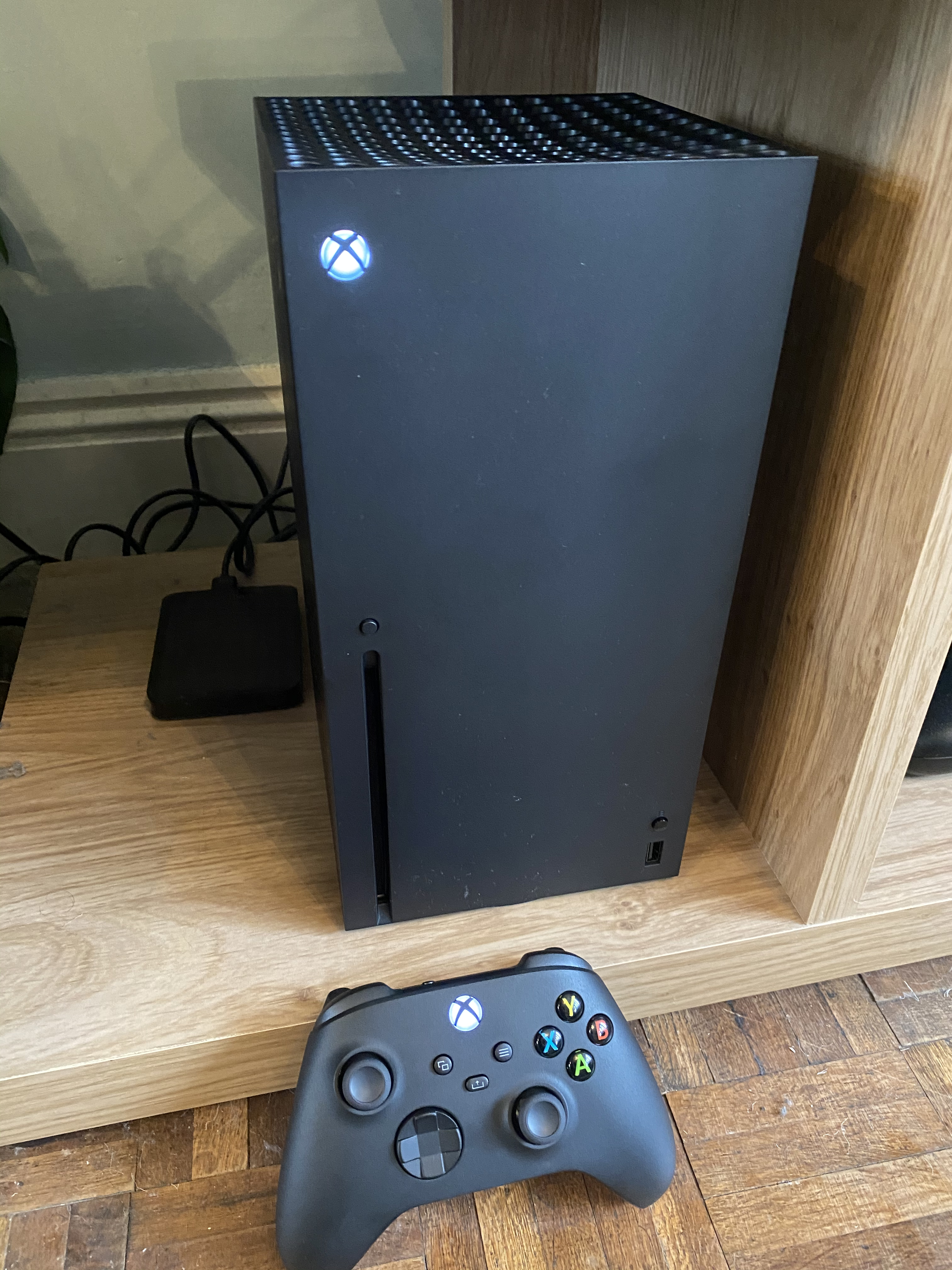
اکس‌باکس سری اکس و کنترلر

نسل چهارم کنسول‌های اکس‌باکس، که به سادگی اکس‌باکس نامیده می‌شود، شامل اکس‌باکس سری اکس و اکس‌باکس سری اس که در ۱۰ نوامبر ۲۰۲۰ عرضه شد. هر دو عضو نسل نهم کنسول‌های بازی ویدیویی در کنار پلی استیشن ۵ محسوب می‌شوند که در همان ماه نیز عرضه شد.
مایکروسافت برای کمک به مصرف‌کنندگان در حال گذار، سیستم تحویل هوشمند خود را معرفی کرد که بیشتر بازی‌های شخص اول و چندین بازی شخص ثالث خود برای ارائه به روزرسانی رایگان نسخه‌های اکس‌باکس وان بازی‌ها به نسخه اکس‌باکس سری ایکس/اس طی چند سال اول از آن استفاده می‌کنند از راه اندازی کنسول‌ها.

## خدمات

### اکس‌باکس لایو
اکس‌باکس لایو یک سرویس آنلاین با بیش از ۶۵ میلیون کاربر در سراسر جهان (از ژوئیه ۲۰۱۹). این یک بازار مجازی آنلاین است، اکس‌باکس مارکت پلیس، که امکان خرید و بارگیری بازی‌ها و اشکال مختلف چندرسانه ای را فراهم می‌کند. بازی آنلاین در اکس‌باکس برای اولین بار در ۱۵ نوامبر ۲۰۰۲ در سراسر جهان آغاز شد. این سرویس هنوز فعال است و همچنان توسط گیمرها پخش می‌شود.

### اکس‌باکس مارکت مارکت پِلیس
اکس‌باکس مارکت مارکت پِلیس (XBLM) یک بازار مجازی است که برای کنسول اکس‌باکس ۳۶۰ مایکروسافت طراحی شده‌است به اعضای اکس‌باکس لایو امکان دانلود محتوای تبلیغاتی یا خریداری شده را می‌دهد. خدمات ارائه می‌دهد فیلم‌ها و بازی تریلر، رابو، دموی بازی، اکس‌باکس زنده بازی بازی‌ها، بازی اکس‌باکس زنده Indie (پیش از بازی انجمن)، بازی در تقاضا (اکس‌باکس ۳۶۰ و بازی‌های اکس‌باکس اصل)، محتوای قابل دانلود مانند بسته نقشه، تصاویر بازی، و تم‌های اکس‌باکس ۳۶۰.

### اکس‌باکس اسمارت گلس
اکس‌باکس اسمارت گلس(یا به انگلیسی:Xbox SmartGlass) یک برنامه همراه برای اکس‌باکس ۳۶۰ است که برای ویندوز ۸، ویندوز ۱۰، ویندوز فون، آی او اس، اَندروید (نسخه ۴ و بالاتر)، و ویندوز سرور ۲۰۱۲ موجود است. مایکروسافت در جریان ای۳ ۲۰۱۲ اعلام کرد و در ۲۶ اکتبر ۲۰۱۲ همزمان با انتشار ویندوز ۸ منتشر شد. اکس‌باکس ۳۶۰ متصل می‌شود و امکان سرگرمی تعاملی بیشتر را فراهم می‌کند و به دستگاه‌های موبایل امکان می‌دهد به‌طور بالقوه به عنوان صفحه نمایش دوم و کنترل از راه دور عمل کنند. در حال حاضر تبلت‌ها و رایانه‌های شخصی ویندوز ۸ و ویندوز آر تی، ویندوز فون (۷/۵ و ۸) دستگاه‌های آی او اس و تلفن‌های هوشمند اندروید (۴.x) با اسمارت گلس سازگار هستند، اطلاعاتی مانند آمار هیلو ۴ و GPS فورتزا هورایزون را ارائه می‌دهد. در حال حاضر کاربران ویندوز سرور ۲۰۱۲ می‌توانند پس از نصب ویژگی «تجربه دسک تاپ ویندوز» در سرور مَنِیجِر ، فروشگاه مایکروسافت بارگیری کنید.

### بازی ابری اکس‌باکس گیم پس
بازی ابری اکس‌باکس گیم پس (با نام رمز xCloud در حین توسعه) سرویس پخش جریانی ابری اکس‌باکس مایکروسافت است.

### فیلتر محتوا
در سال ۲۰۱۹، مایکروسافت فیلتر کردن محتوا را برای جلوگیری از فحش و سمیت در بازی‌های آنلاین منتشر کرد. این سرویس فعال کردن بازیکنان به گزارش پیام، اکس‌باکس لایو، عکس‌ها، و هر یک از مطالب سمی دیگر در پلت فرم آن.

### اکس‌باکس گیم پس
اکس‌باکس گیم پس یک سرویس اشتراک مایکروسافت برای استفاده با اکس‌باکس وان و ویندوز ۱۰ است. اکس‌باکس گیم پس که به عنوان «نتفلیکس برای بازی‌های ویدیویی» توصیف می‌شود، به کاربران اجازه می‌دهد با یک قیمت اشتراک ماهانه به کاتالوگ بازی‌ها از طیف وسیعی از ناشران دسترسی پیدا کنند. این سرویس در تاریخ ۱ ژوئن ۲۰۱۷ راه اندازی شد.

## نرم‌افزار
رابط اصلی برای هر چهار نسل اکس‌باکس داشبورد اکس‌باکس بوده‌است، که به کاربران امکان مدیریت بازی‌های ذخیره شده در کنسول، پخش رسانه و دسترسی به تنظیمات سیستم را می‌دهد. از سال ۲۰۰۲، داشبورد با اکس‌باکس لایو ادغام شده‌است که قابلیت‌های آنلاین و گزینه‌های ویترین فروشگاه را فراهم می‌کند. اگرچه نرم‌افزار اکس‌باکس اصلی و اکس‌باکس ۳۶۰ در اصل بر روی یک سیستم عامل ویندوز ۲۰۰۰ به شدت اصلاح شده ساخته شده بود، اما این نرم‌افزار از زمان اکس‌باکس وان یک سیستم مبتنی بر ویندوز (ویندوز ۸، اکنون ویندوز ۱۰) استفاده کرده‌است که به راحتی امکان‌پذیر است سازگاری بین برنامه‌های کنسول و دسک تاپ.

### برنامه تنظیمات خانواده اکس‌باکس
در ماه مه سال ۲۰۲۰، اکس‌باکس نسخه پیش نمایشی از یک برنامه را ارائه داد که به والدین و سرپرستان اجازه می‌دهد محدودیت روزانه برای زمان بازی فرزندان خود تعیین کنند، گزارش فعالیت هفتگی را ارائه می‌دهد، بازی‌های محدود به سن را فیلتر می‌کند و ارتباطات آنلاین را محدود می‌کند. این تلاش مایکروسافت، مالک اکس‌باکس، برای ترویج پیام بازی‌های مسئولانه است. انتظار می‌رود نسخه کامل در پایان سال ۲۰۲۰ یا بعد از آن ارائه شود.

## کنترل‌کننده‌ها

### دسته اکس‌باکس

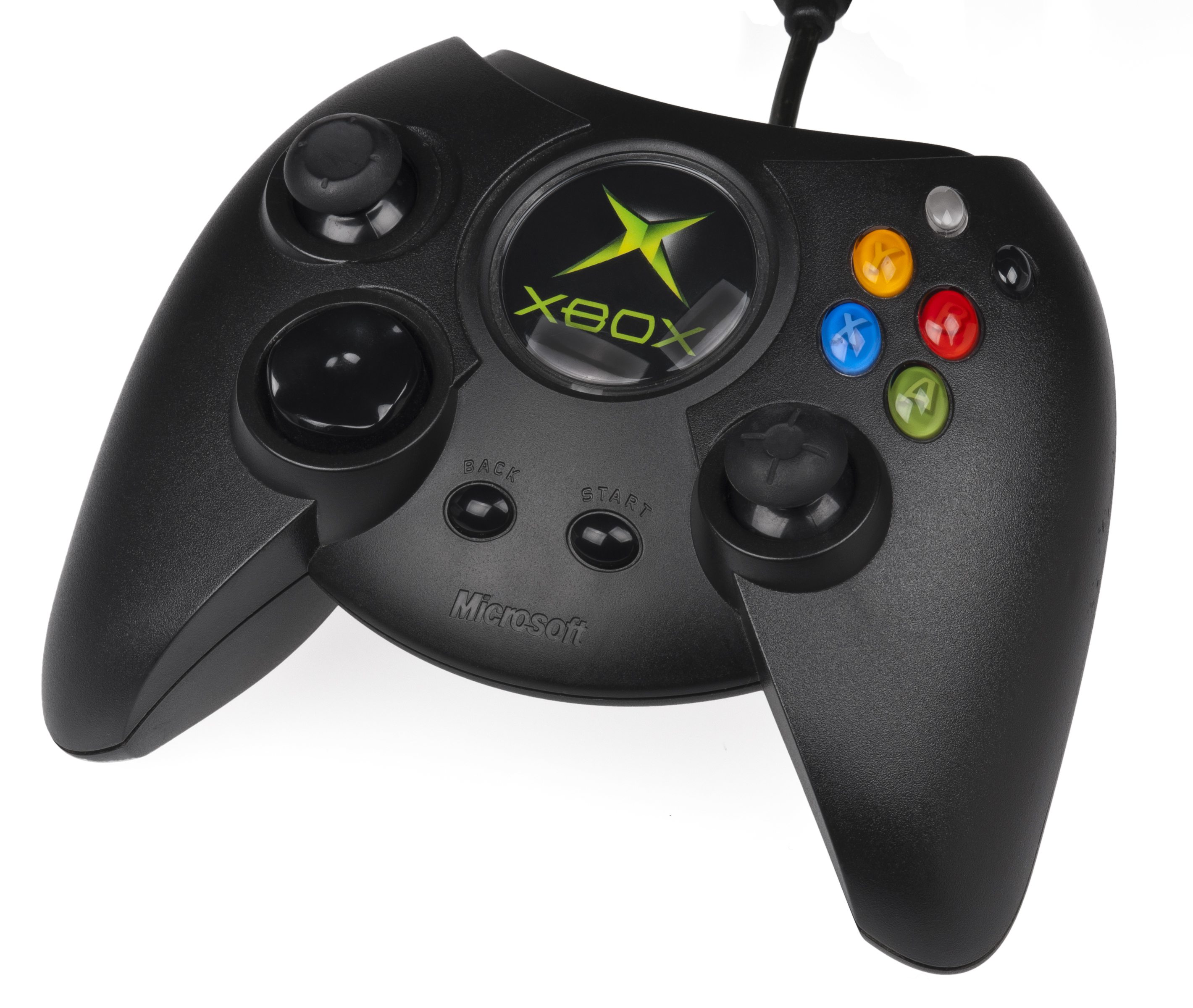
دسته ای که در سال ۲۰۰۰ برای کنسول اکس باکس اوریجینال منتشر شد.

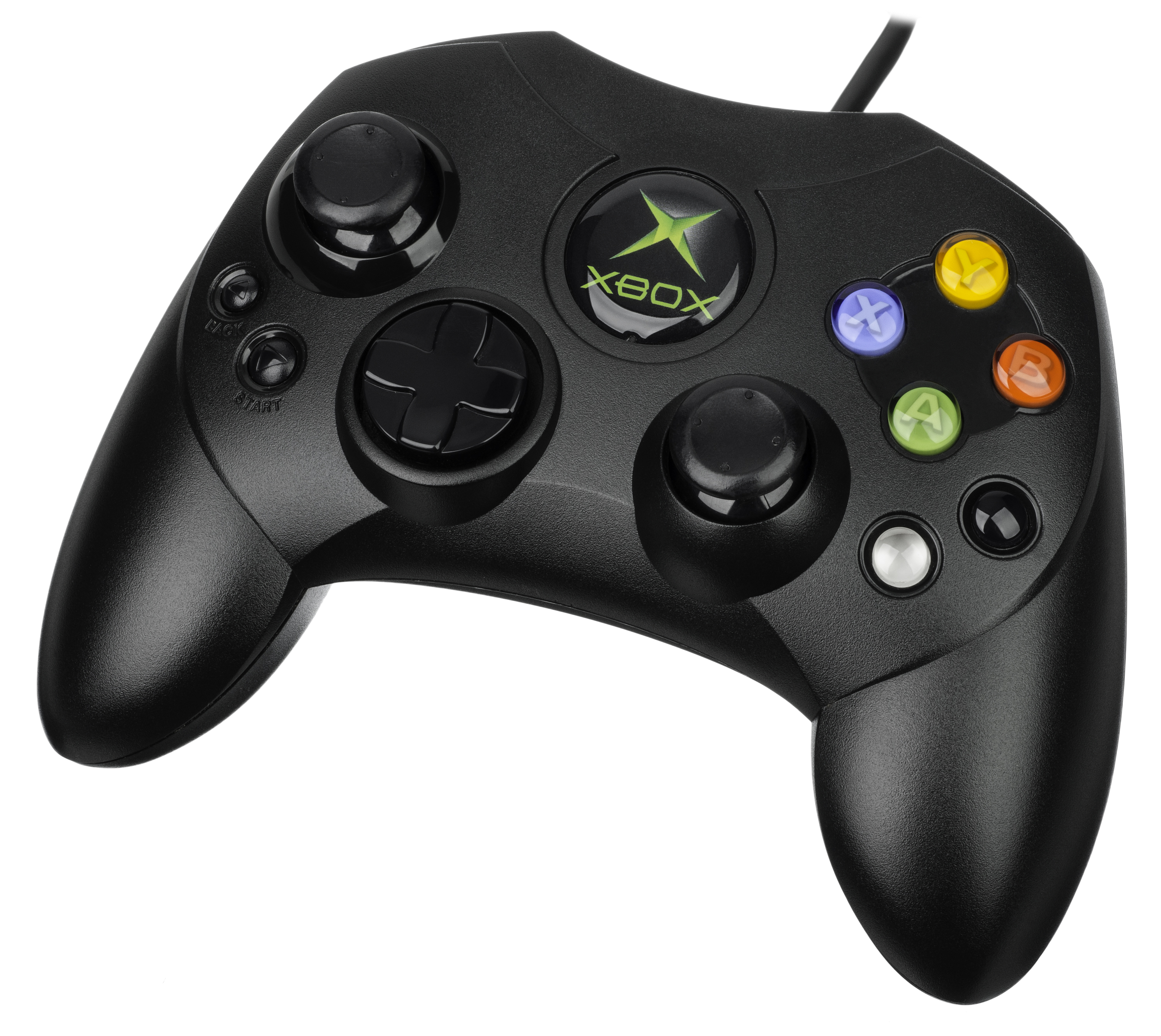
دسته دومی که در سال ۲۰۰۲ منتشر شد.

پد کنترل اکس‌باکس در سال ۲۰۰۱ منتشر شد، اولین کنترلر ساخته شده برای اکس‌باکس اصلی بود. کنترلر اکس‌باکس دارای دو استیک آنالوگ، یک پد جهت دار حساس به فشار، دو محرک آنالوگ، یک دکمه برگشت(Back)، یک دکمه شروع(Start)، دو اسلات لوازم جانبی و شش دکمه اقدام آنالوگ ۸ بیتی (A / سبز، B / قرمز، X / آبی است)، دکمه‌های Y / زرد و سیاه و سفید). کنترل‌کننده استاندارد اکس‌باکس (در ابتدا با نام مستعار "Fatty" و بعدا "Duke") در ابتدا کنترل‌کننده ای بود که همراه با سیستم‌های اکس‌باکس برای همه مناطق به جز ژاپن همراه بود.

### دسته ایکس ۳۶۰

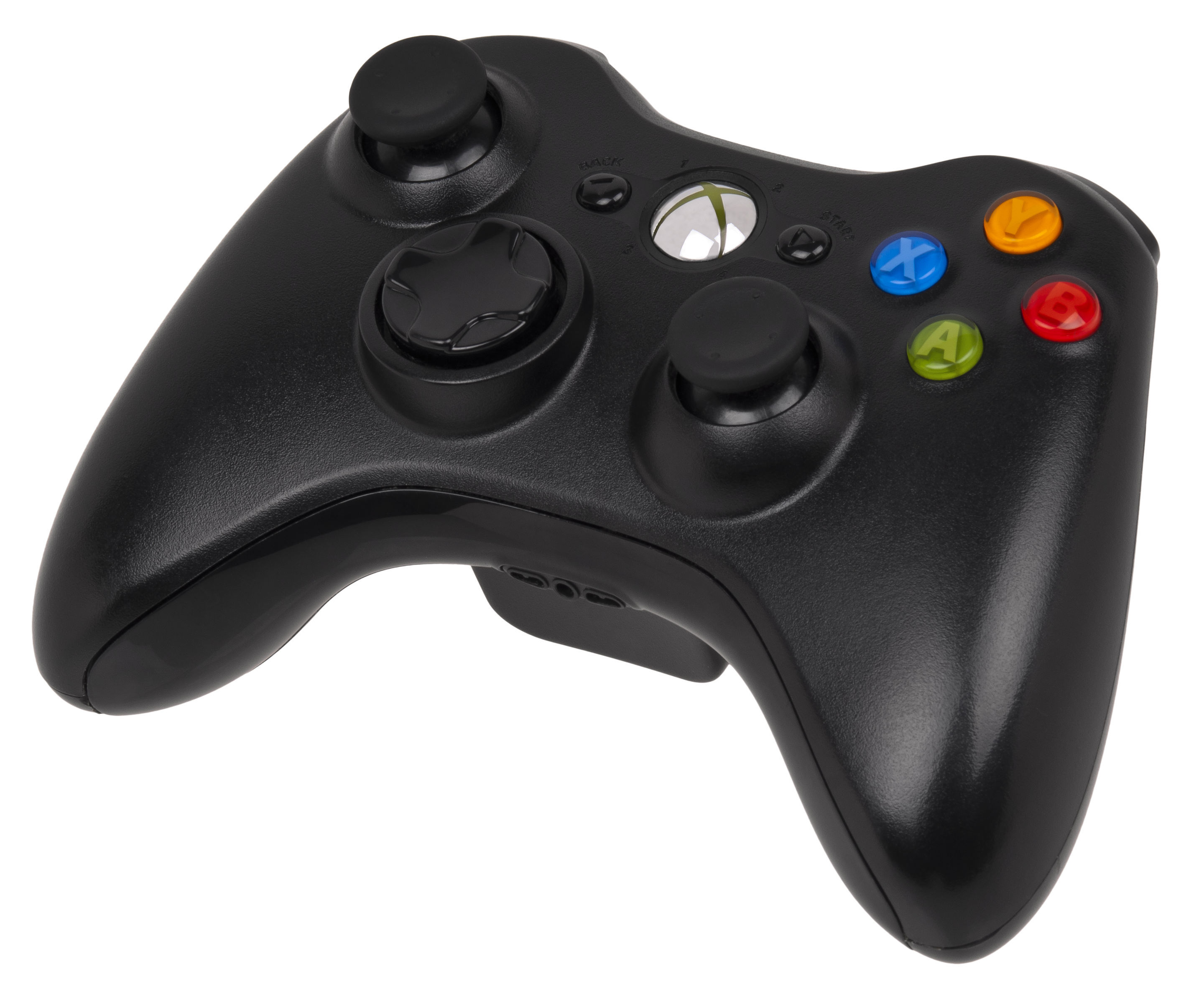
کنترل‌کننده اکس‌باکس ۳۶۰

منتشر شده در سال ۲۰۰۵، کنترل اکس‌باکس ۳۶۰ برای اکس‌باکس ۳۶۰ موفق سلف خود است. یک کنترلر استاندارد اکس‌باکس ۳۶۰ دارای یازده دکمه دیجیتال، دو محرک آنالوگ، دو استیک آنالوگ و یک D-pad دیجیتال است. چهره سمت راست کنترلر دارای چهار دکمه عمل دیجیتال است. یک دکمه سبز "A"، دکمه قرمز "B"، دکمه آبی "X" و دکمه زرد "Y". در سمت راست پایین چوب آنالوگ سمت راست قرار دارد، در پایین سمت چپ یک پد دیجیتال D و در صورت چپ چوب آنالوگ سمت چپ قرار دارد. برای فعال سازی یک دکمه دیجیتالی در زیر می‌توان هر دو استیک آنالوگ را "کلیک کرد". در مرکز صورت کنترلر، دکمه‌های دیجیتالی"شروع(Start) "برگشت(Back)" و "راهنما(Guide)" قرار دارند. دکمه "راهنماً با نشان اکس‌باکس برچسب گذاری شده‌است، و برای روشن کردن کنسول / کنترل‌کننده و دسترسی به منوی راهنما استفاده می‌شود. همچنین با "حلقه نور" احاطه شده‌است که نشانگر شماره کنترل‌کننده است و همچنین هنگام اتصال و ارائه اعلان‌ها چشمک می‌زند. "شانه(shoulders)"‌های چپ و راست هر کدام دارای یک دکمه شانه دیجیتال یا "سپر(bumper)" و یک ماشه آنالوگ هستند.

### دسته اکس‌باکس وان

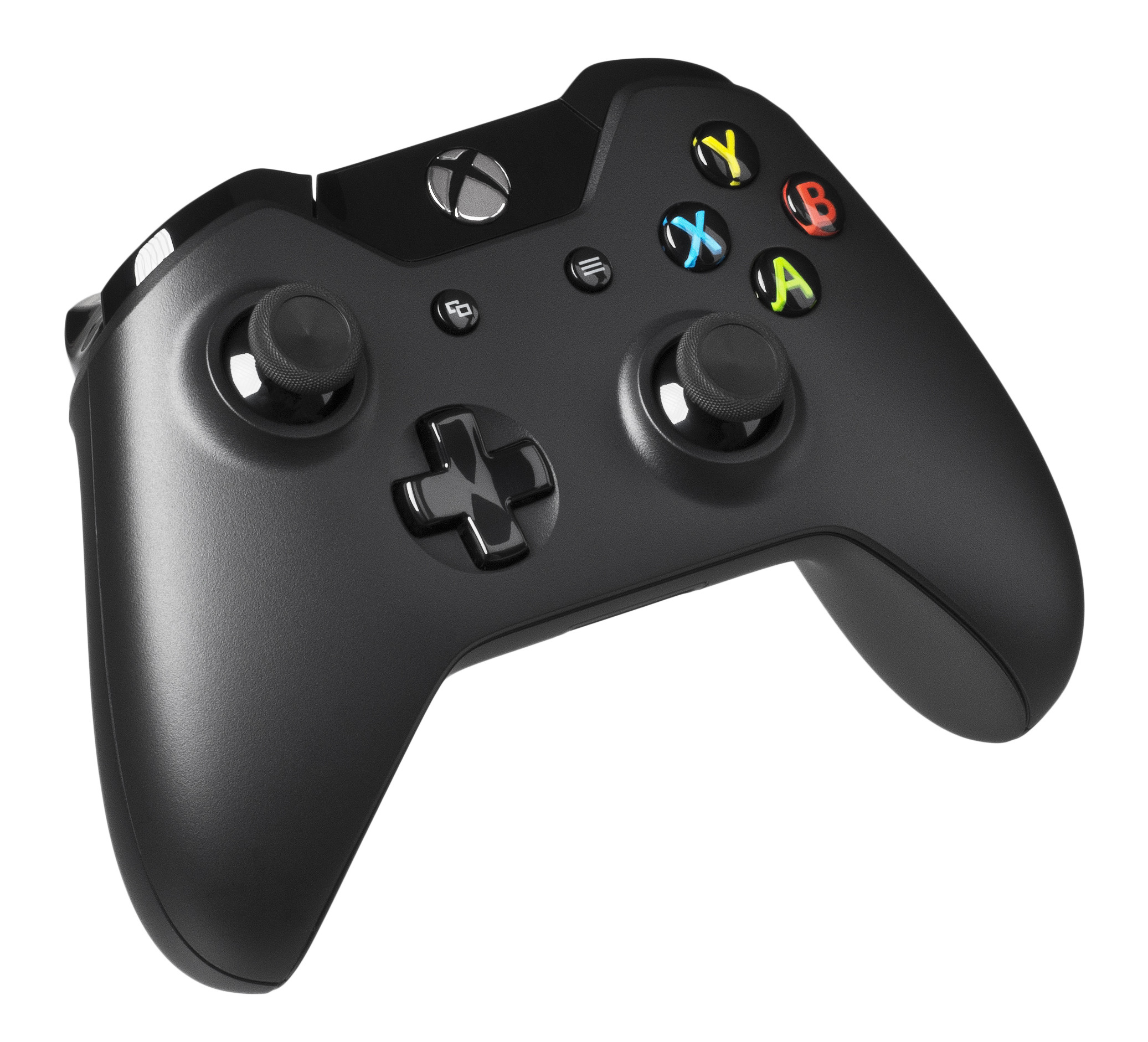
کنترل‌کننده اکس‌باکس وان

کنسول اکس‌باکس وان دارای یک کنترلر اصلاح شده با چهل پیشرفت نسبت به کنترلر ۳۶۰ است. این کنترل‌کننده جدید برای کار با کینکت ساخته شده‌است. دکمه‌های شروع(Start) و برگشت(Back) با دکمه‌های منو(Menu) و نما(View) جایگزین می‌شوند. این محرک‌های ضربه ای است که جایگزین محرک‌های معمولی می‌شود. دکمه دارای آرم اکس‌باکس دیگر مانند دکمه راهنما اکس‌باکس(Xbox Guide Button) در کنترل‌کننده اکس‌باکس ۳۶۰ دیگر اکس‌باکس را نشان نمی‌دهد. اکنون دکمه داشبورد را بدون ایجاد وقفه در بازی در حال انجام توسط کاربر، باز می‌کند. پس از فشار مجدد، اکس‌باکس بازی را از سر می‌گیرد.

### دسته اکس‌باکس سری ایکس و سری اس
نسل چهارم دسته اکس‌باکس تغییر چندانی نسبت به دسته اکس‌باکس وان ندارد، اما دسته اکس‌باکس بی‌سیم جدید یک دکمه ضبط و اشتراک، یک d-pad هیبریدی و گرفتن بهتر ضربه گیرها و محرک‌ها را اضافه می‌کند. همچنین به این کنترل‌کننده قول داده می‌شود که با برخی از رایانه‌های شخصی و دستگاه‌های تلفن همراه سازگار باشد.

### کنترل‌کننده تطبیقی اکس‌باکس

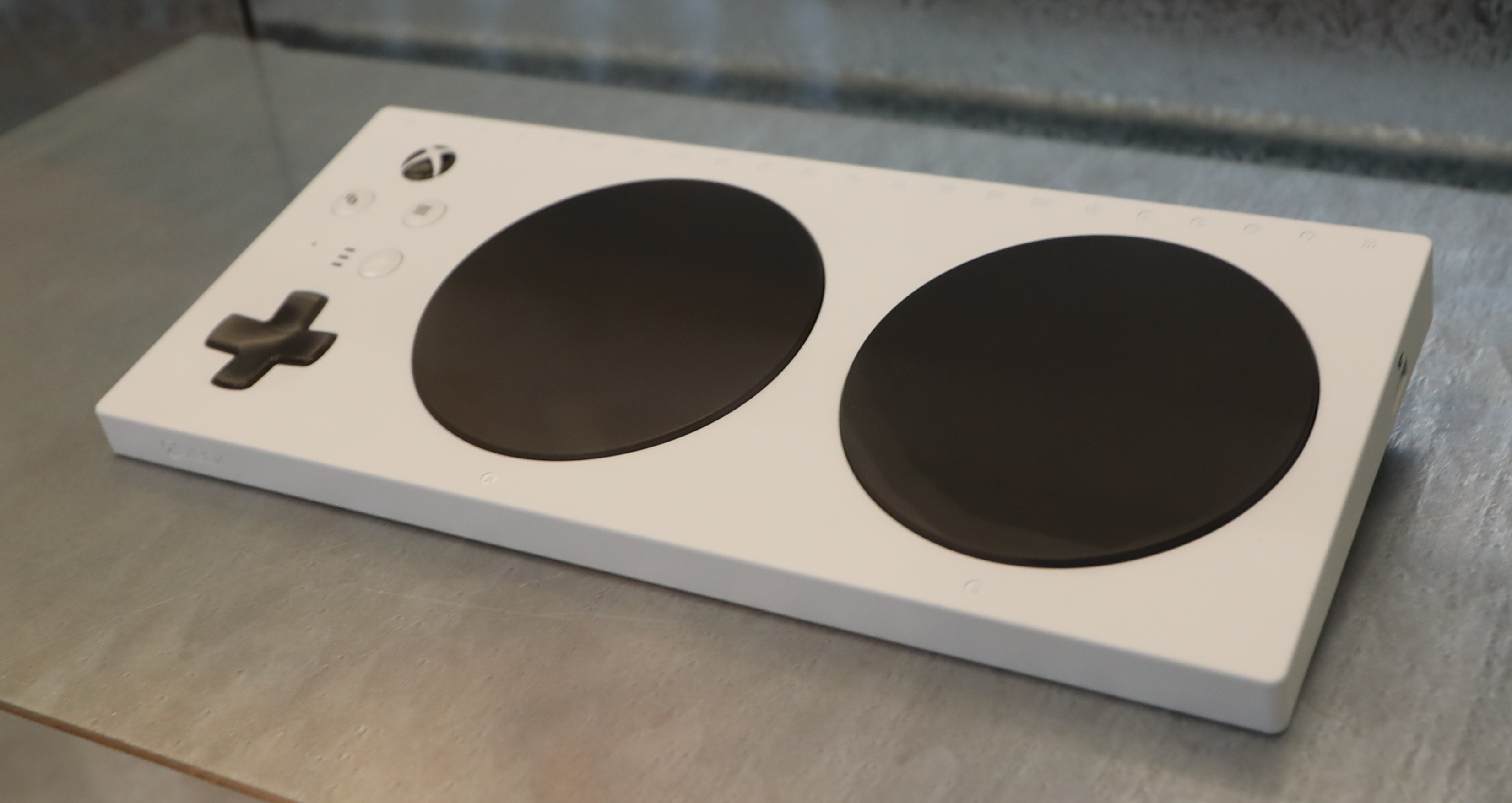
کنترل‌کننده تطبیقی اکس‌باکس

کنترل‌کننده تطبیقی (آداپتیو) اکس‌باکس یک دسته ویژه است که برای ویژگی‌های دسترسی بازیکنان طراحی شده‌است. علاوه بر اینکه از نظر فیزیکی بزرگتر از دسته‌های معمولی است، شامل پورتهای اضافی برای اتصال و ترسیم نقشه سایر دستگاه‌ها به سایر عملکردهای کنترل‌کننده است. این کنترل‌کننده فقط به پلتفرم‌های اکس‌باکس و ویندوز محدود نمی‌شود بلکه با پلی استیشن و نینتندو سوئیچ نیز سازگار است.

## سایر لوازم جانبی

### کینکت

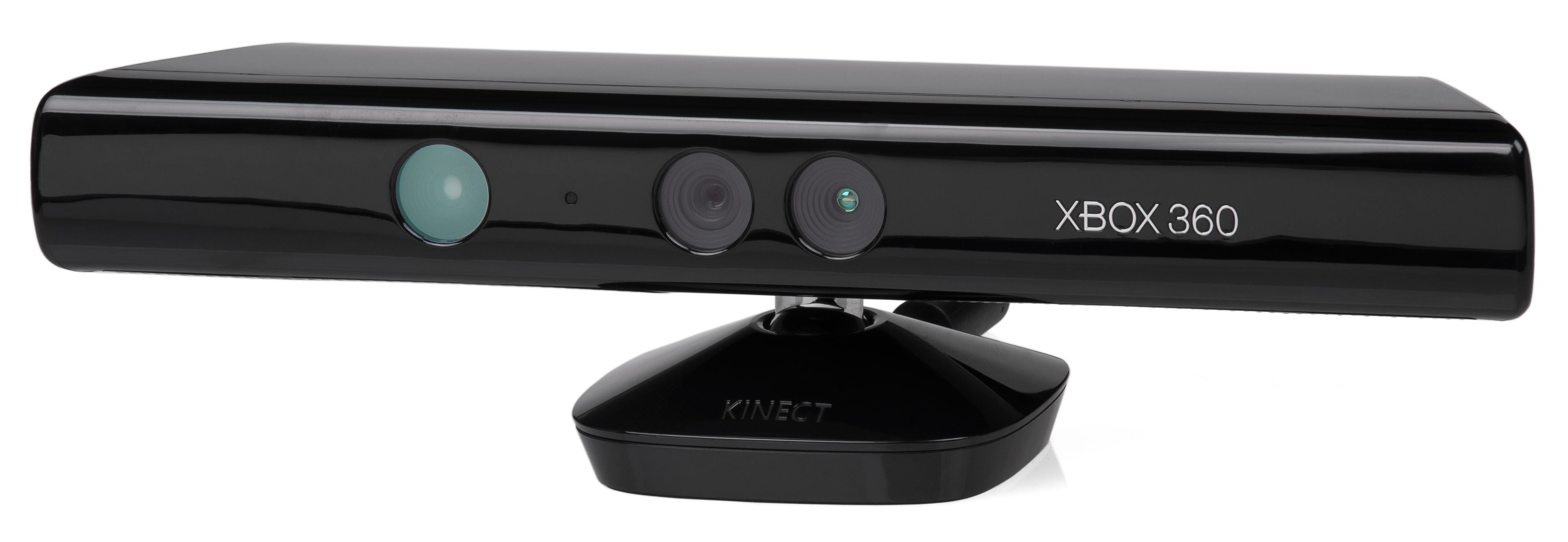
حسگر کینکت اکس‌باکس ۳۶۰

کینکت (به سبک KINECT) یک دستگاه ورودی سنجش حرکت توسط مایکروسافت برای کنسول بازی ویدیویی اکس‌باکس ۳۶۰ و رایانه‌های شخصی ویندوز است. این نرم‌افزار برای کنسول اکس‌باکس و به صورت جانبی به سبک وب کم ساخته شده‌است. و کاربران را قادر می‌سازد بدون نیاز به لمس کنترل‌کننده بازی، از طریق رابط کاربری طبیعی با استفاده از حرکات و دستورات گفتاری، اکس‌باکس ۳۶۰ را کنترل و تعامل کنند. این پروژه با هدف گسترش مخاطبان اکس‌باکس ۳۶۰ فراتر از پایگاه گیمر معمولی آن است. کینکت به ترتیب برای کنسول‌های خانگی وی با وی ریموت و پلی استیشن ۳ با کنترل‌کننده‌های حرکتی پلی استیشن آی و پلی استیشن ۳ رقابت می‌کند. نسخه ای برای ویندوز در تاریخ ۱ فوریه ۲۰۱۲ منتشر شد.
کینکت در آمریکای شمالی در ۴ نوامبر ۲۰۱۰، در اروپا در ۱۰ نوامبر ۲۰۱۰، در استرالیا، نیوزیلند و سنگاپور در ۱۸ نوامبر ۲۰۱۰، و در ژاپن در ۲۰ نوامبر ۲۰۱۰. گزینه‌های خرید برای سنسورهای جانبی شامل یک بسته نرم‌افزاری با بازی ماجراجویی کینکت و بسته‌های کنسول یا 4 GB یا 250 GB کنسول اکس‌باکس ۳۶۰ و ماجراجویی کینکت.

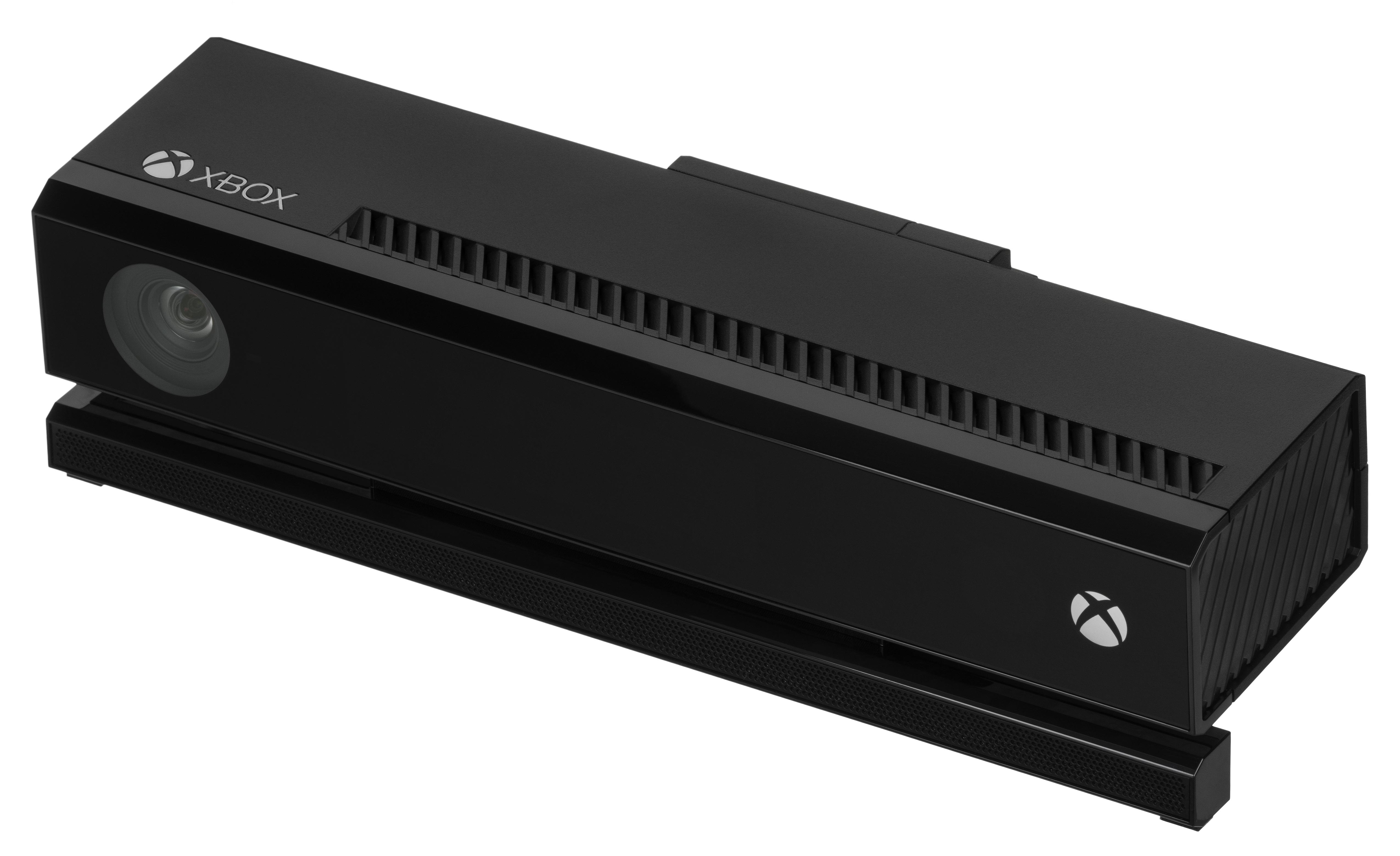
حسگر کینکت اکس‌باکس وان

اگرچه عملکرد بهتری نسبت به اکس‌باکس ۳۶۰ اصلی داشت، اما جانشین، کینکت اکس‌باکس وان با واکنش‌های مختلفی روبرو شد. این دستگاه به دلیل زاویه دید گسترده، زمان پاسخگویی سریع و دوربین با کیفیت آن مورد ستایش قرار گرفت. با این حال، ناتوانی کینکت در درک برخی از لهجه‌ها به زبان انگلیسی مورد انتقاد قرار گرفت. بعلاوه، اختلافات پیرامون گره خوردن عمدی حسگر توسط مایکروسافت با کنسول اکس‌باکس وان علیرغم نیازهای اولیه برای اتصال سنسور در همه زمان‌ها که از زمان اعلام اولیه آن مورد بازنگری قرار گرفته‌است، وجود دارد. همچنین در مورد حریم خصوصی تعدادی نگرانی وجود داشته‌است.

### هدست
هدست وایرلس اکس‌باکس ۳۶۰ یک هدست تک گوش است که برای اکس‌باکس ۳۶۰ طراحی شده‌است.
هدست وایرلس اکس‌باکس جدید در فوریه ۲۰۲۱ معرفی شد که هدف آن استفاده در رایانه‌های اکس‌باکس سری اکس/اس و اکس‌باکس ۳۶۰ و ویندوز است.

## بازار یابی
در سال ۲۰۱۶، مایکروسافت اعلام کرد که به جای کنفرانس مطبوعاتی در کنفرانس سالانه بازی‌های ویدیویی گیمزکام، اکس‌باکس فَن فِست را برگزار خواهد کرد مایکروسافت در سپتامبر ۲۰۱۶ اکس‌باکس فَن فِست را در سیدنی برگزار کرد.